# Karl Boost
Karl (Carl) Joseph Adolf Boost (* 25. Februar 1802 in Sehl; † 8. Januar 1877 in Poltersdorf) war ein deutscher Mediziner, Gutsbesitzer und Mitglied des Preußischen Abgeordnetenhauses.

## Leben
Karl Boost wurde 1802 als Sohn des Arztes (Chirurgius) Carl Joseph Boost geboren. Ab 1815 besuchte er zunächst das Leininger-Gymnasium in Grünstadt und ab 1817 das Lyzeum in Speyer, wo er seine Reifeprüfung ablegte. Auf Wunsch seines Vaters sollte er in Würzburg Medizin studieren. Nach reiflicher Überlegung immatrikulierte er sich aber Ende 1818 in Bonn an der neu gegründeten Rhein-Universität, der Vorläuferin der heutigen Rheinischen Friedrich-Wilhelms-Universität Bonn. Hier wurde er Mitglied der Alten Bonner Burschenschaft. Da er sich bis zum Ende seines Medizinstudiums im Jahre 1823 der Militärpflicht entzogen hatte, wurde er am 18. Oktober 1824 unter Androhung der Enteignung vom Landrat vorgeladen.
Nach seiner Promotion zum Dr. med. ließ er sich zunächst als praktischer Arzt in Ebernach nieder, arbeitete spätestens ab 1832 bis 1841 in Karden, zog vorübergehend nach Koblenz und ließ sich 1844 endgültig in Cochem nieder, wo er bis 1852 nachweisbar ist. Zudem bewirtschaftete er ein Nebengebäude des Klosters Ebernach, den Reilsbacher Hof.

## Politisches Engagement
Offenbar hatten sich die Ideen der Französischen Revolution von dem Großvater Karl Joseph Schweikard Boost, dem Vater und dem Onkel Johann Adam Boost auf Karl Boost übertragen. In den Revolutionsjahren 1848/49 wurde er am 8. Mai 1848 als Repräsentant der Demokraten des Wahlkreises Cochem als Abgeordneter in die preußische Nationalversammlung gewählt. Dort trat er auf der Linken entschieden für die Rechte und Freiheiten des Volkes ein. Im November 1848 wurde er durch Hugo Keiffenheim ersetzt. Den Wahlkreis Zell, Cochem, Mayen, Simmern und Ahrweiler vertrat er im Zeitraum vom 26. Februar 1849 bis zum 27. April 1849 in der ersten Kammer in Berlin. Nach dem Ende der Reaktionszeit (Reaktionsära) wurde er in den Jahren von 1862 bis 1863 wieder politisch aktiv als Abgeordneter des Wahlkreises 7 (Koblenz 5) im preußischen Landtag (Preußisches Abgeordnetenhaus). Er war Mitglied der Deutschen Fortschrittspartei. Im Anschluss daran verzichtete er auf eine erneute Kandidatur. Als Leiter der Fortschrittspartei von 1863 bis 1867 verhalf er erfolgreich der Kandidatur des Treiser Notars Leopold Cornely gegen die liberale und katholische Liste.

## Familie Boost
Sein Vater Carl Joseph Boost (1769–1853) erhielt 1807 in Straßburg eine Approbation als Wundarzt. Dieser heiratete Theresia Koch und erwarb 1811 die Probstei (Kloster Ebernach) bestehend aus Haus, Kapelle sowie Weinbergen und Ländereien von dem Franzosen J. Jorry, der diese seit 1807 als Nationaleigentum verwaltete. Dort richtete er die mit Paris verbundene Freimaurerloge „Grand Orient“ ein.
Karl Boost hatte in erster Ehe 1836 in Koblenz St. Castor Dorothea Grebel geheiratet, mit der er eine Tochter hatte:
- Amalia Theresia (* 4. Juli 1837 in Karden; † 16. September 1856 in Cochem)

Mit seiner zweiten Ehefrau Mathilde Grebel, die er am 23. Februar 1841 in Neuendorf geheiratet hatte, hatte er sechs gemeinsame Kinder:
- Mathilde Amalie (* 26. Januar 1842 in Cochem)
- Karl Josef Matthias (* 29. August 1843 in Cochem; † 12. November 1912 in Hof Reilsbach bei Cochem), Gutsbesitzer, heiratete am 30. August 1872 in Cochem Maria Josefine Busenbender
- Alexander Georg (* 17. März 1845 in Cochem)
- Josef Melchior (* 12. Februar 1847 in Cochem)
- Mathilde (* 19. April 1849 in Cochem; † 15. Januar 1854 in Cochem)
- Anna Maria Katharina (* 2. Juli 1851 in Cochem; † 8. Juli 1851 in Cochem).

Während Karl Boost sein Erbteil weitgehend verschleudert haben soll, vermachte seine mit dem Sehler Lehrer Johann Franz Gering (* 25. Juli 1820 in Wettringen; † 22. März 1877 in Ernst) verheiratete Schwester Amalia Sophia (* 28. Januar 1813 in Cochem; † 16. Juli 1881 in Sehl) ihren Besitz – das ehemalige Probsteigebäude Ebernach – der Pfarrei St. Martin in Cochem mit der Auflage, dort ein Krankenhaus einzurichten. Da die Pfarrei jedoch nicht dazu imstande war, kaufte die Rheinische Provinzialverwaltung den Besitz an. Diese bat die Kongregation der Waldbreitbacher Franziskanerbrüder vom Heiligen Kreuz, die Leitung einer Heil- und Pflegeanstalt in Ebernach für männliche geistig behinderte Menschen zu übernehmen. Mit dieser Arbeit wurde am 12. Oktober 1887 begonnen.